# 柳代维特·加伊
柳代维特·加伊（發音：[ʎûdeʋit ɡâːj]；1809年8月8日—1872年4月20日），克罗地亚族语言学家、政治家、记者和作家。他是泛斯拉夫主義运动伊利里亞運動的核心人物之一。